# Touroperator
Een touroperator, ook wel reisorganisator genoemd, is een bedrijf dat pakketreizen samenstelt bestaande uit vervoer (zoals een chartervlucht), verblijf (zoals hotelovernachting), vervoer van de luchthaven naar het hotel en de diensten van een plaatselijke vertegenwoordiger van de reisorganisator, allemaal voor één enkele prijs. Daarnaast kunnen dagtochten, het gebruik van een huurauto en andere keuzes deel uitmaken van het pakket.
Sommige touroperators specialiseren zich in bepaalde bestemmingen, of bepaalde activiteiten zoals skiën of golf. Sommige touroperators zijn gespecialiseerd in het organiseren van congressen, etc. Anderen bieden de mogelijkheid om zelf een reis samen te stellen of om een pakketreis aan te passen aan de eigen wensen. Reisbureaus bieden pakketten van touroperators aan, maar ook online kan je rechtstreeks bij een touroperator een pakketreis boeken. Sommige touroperators hebben hun eigen reisbureaus. Bekende firma's zijn o.a. TUI, Sunweb, Corendon. Thomas Cook was tot het faillissement in september 2019 de oudste en bekende reisorganisator.
Touroperators maken afspraken met hotels waarbij ze voor bepaalde periodes een afgesproken aantal kamers toegewezen krijgen, dit wordt allotment genoemd. Hierdoor gebeurt het dat een hotel volgeboekt kan zijn bij de ene reisorganisatie, terwijl er nog kamers beschikbaar zijn. Door deze overeenkomst worden soms betere prijscondities bedongen. Anderzijds zal een touroperator soms kamers over houden, die ze tegen een laag tarief aanbieden om zo toch een deel van hun kosten te dekken, de zogenaamde last minute aanbiedingen.
Vroeger gaven veel vakantiegangers de voorkeur aan het kopen van complete vakanties en lieten zij de moeilijkheden verbonden aan het organiseren van hotelaccommodatie en vervoer in het verre en vreemde buitenland liever aan touroperators over. Met de opkomst van het internet stellen veel mensen hun eigen vakantiepakket samen omwille van de grotere vrijheid en meer keuzemogelijkheden.
De meeste reisorganisatoren zijn aangesloten bij een garantiefonds of in Nederland ook bij het calamiteitenfonds, wat de klant bescherming biedt. Tijdens de coronapandemie werden reizigers die via een touroperator een pakketreis boekten die geannuleerd werd, in de mate van het mogelijke vergoed, of de reis werd uitgesteld. Het bood meer zekerheid dan een zelf samengestelde reis waar de reiziger zelf vliegtuigmaatschappij of hotel of vakantieverblijf moesten contacteren.
ABTO Association of Belgian Travel Organisers is sedert 1973 een beroepsvereniging voor reisorganisatoren in België.